# 워터 필터

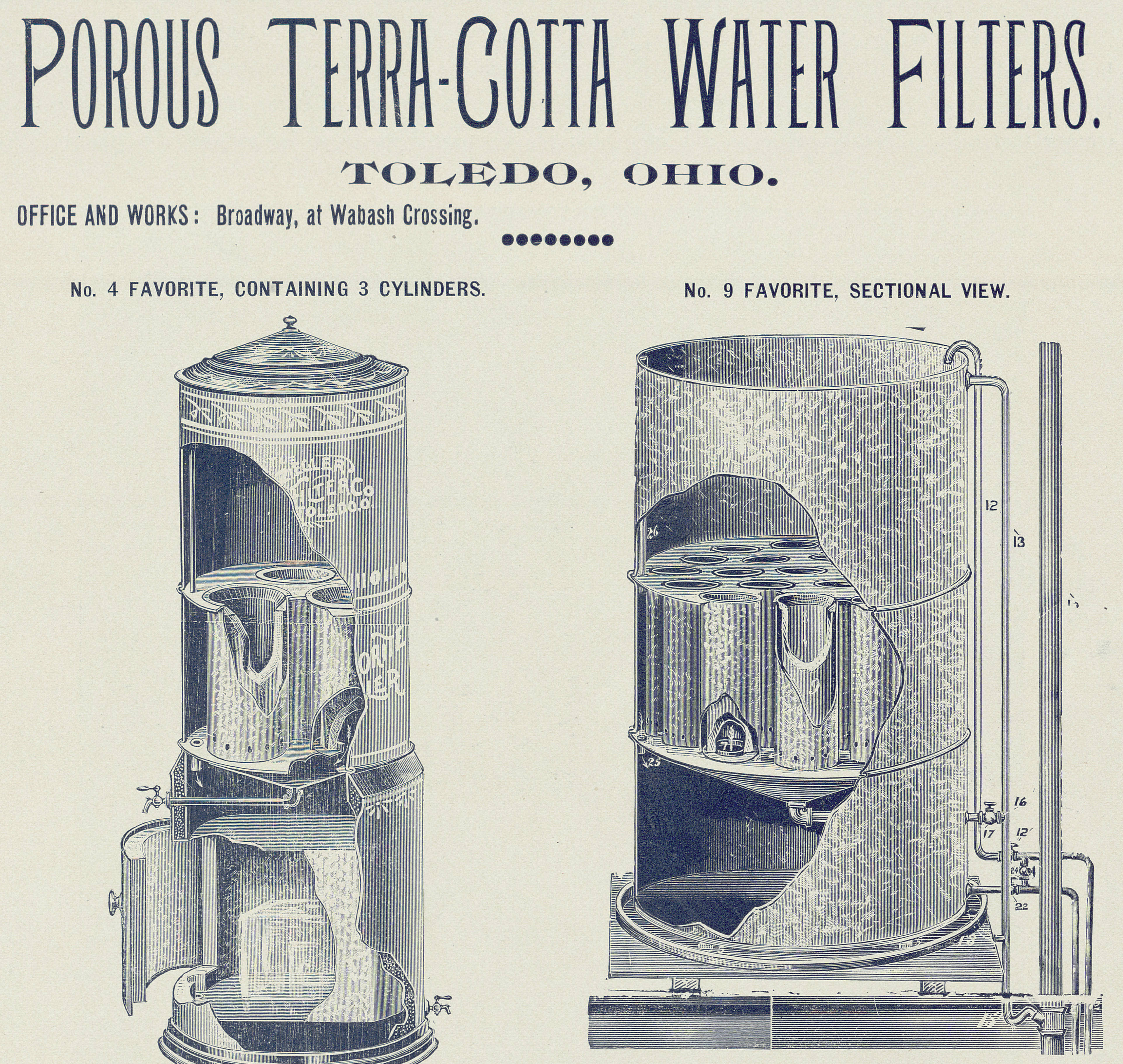
테라코타 밖 오하이오주 털리도에서 제작된 워터 필터

워터 필터(water filter), 정수 필터는 미세한 물리적 장벽이나 화학적 공정, 생물학적 공정을 통해 물의 오염도를 낮추어 불순물을 제거한다. 필터는 농업용 관개, 접근 가능한 식수 제공, 공공 및 민간 수족관, 연못과 수영장의 안전한 사용 등 다양한 목적으로 물을 정화한다.

## 여과 방식
필터는 체질, 흡착, 이온 교환, 미생물막 및 기타 공정을 사용하여 물에서 원치 않는 물질을 제거한다. 체나 스크린과 달리 필터는 질산염이나 크립토스포리듐과 같은 세균과 같이 물이 통과하는 구멍보다 훨씬 작은 입자를 잠재적으로 제거할 수 있다.
여과 방법 중 주목할 만한 예로는 물에서 딱딱하고 부유하는 고체를 분리하는 데 사용되는 침전과 활성탄 처리가 있는데, 일반적으로 끓인 물을 천 조각에 부어 원하지 않는 잔류물을 가두는 활성탄 처리이다. 또한 기계를 사용하여 다중 여과 수조에 물을 옮겨 담수화 및 정화 작업을 수행한다. 이 기술은 도시 전체에 서비스를 제공하는 등 더 큰 규모의 물 여과를 목표로 한다.
이 세 가지 방법은 수세기를 거슬러 올라가며 오늘날 사용되는 많은 현대적인 여과 방법의 기초가 되므로 특히 관련성이 높다.

## 같이 보기
- 증류
- 역삼투
- 침전지